# Antoine-François Peyre
Antoine-François Peyre (* 5. April 1739; † 7. Februar 1823), genannt Peyre le jeune (Peyre der Jüngere) oder Antoine-François Peyre II war ein französischer Architekt und Raumausstatter. Sein Bruder Marie-Joseph Peyre (1730–1785) wird Peyre der Ältere genannt.

## Lehre
Peyre lehrte an der Académie royale d’architecture in Paris. Seine Schüler waren unter anderen: Charles Percier, Pierre-François-Léonard Fontaine, Antoine Vaudoyer und Louis-Pierre Baltard.

## Werksauswahl
Architektur und Dekor:

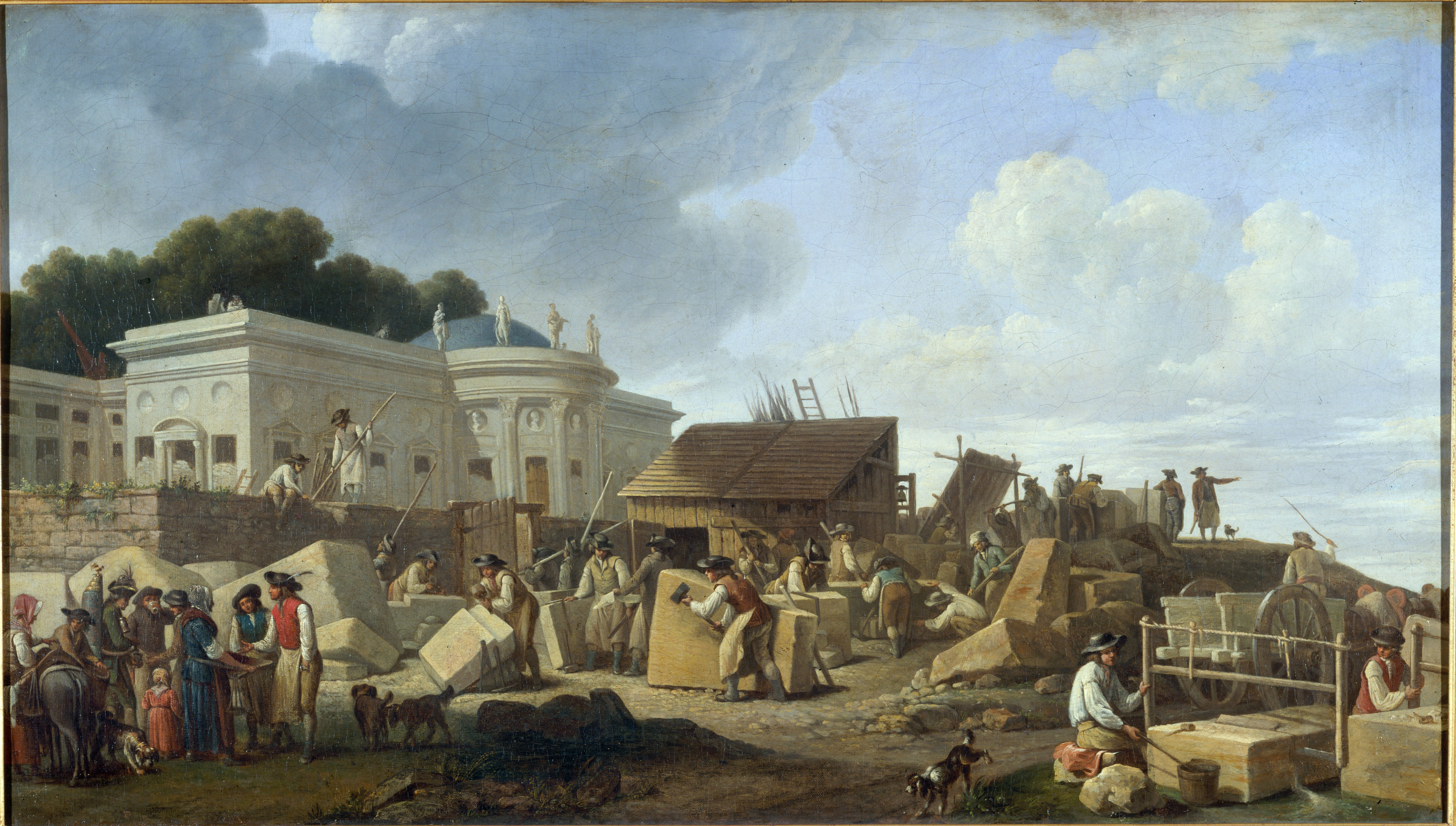
Der Bau des Hôtel de Salm (Musée Carnavalet, Paris).

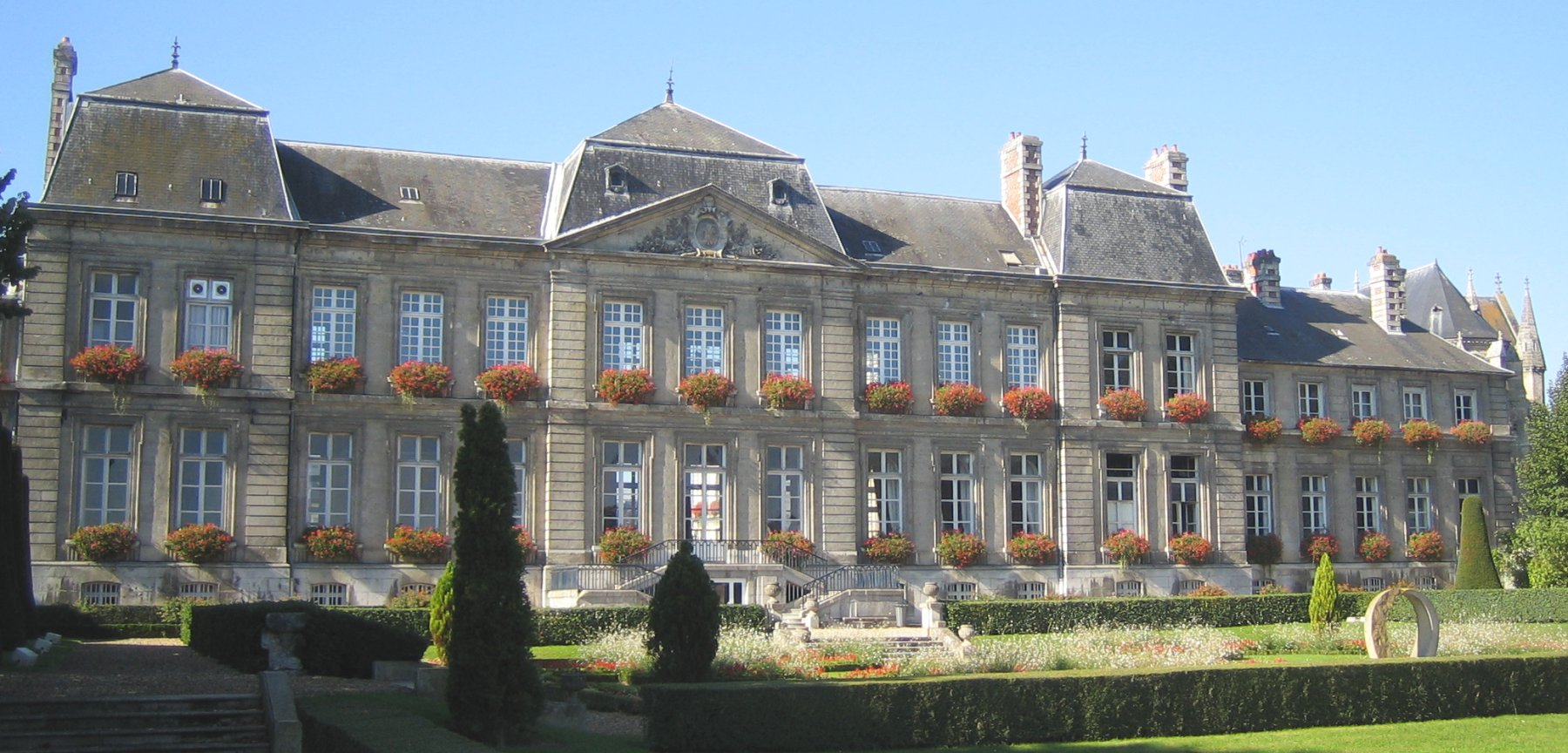
Hôtel de Soissons

- 1775–1776: Kurfürstliches Schloss Mainz, Stadtflügel, Akademiesaal
- ab 1779: Kurfürstliches Schloss (Koblenz), auf Peyre geht das Schloss in seinem jetzigen Erscheinungsbild zurück.
- Anlage der Koblenzer Neustadt ab 1786; Entwurf und Generalplan stammen bereits aus dem Jahr 1783. Das Schloss ist bereits in einer reduzierten Form dargestellt.
- Die Innenarchitektur des Palais de la Légion d'honneur stammt von Antoine-Francois Peyre (Umgestaltung).
- Maison de notable, genannt Pavillon d’Angoulême (Saint-Germain-en-Laye)
- Hôtel de Soissons, Pensionnat des Dames de Saint-Thomas
- Schloss Choisy, Louis XVI. (Spätklassizismus, le goût étrusques) 1774–1789
- Bibliothèque nationale à la Madeleine
- Entwurf eines Amphitheaters für Madrid